# Хиспаноамериканци и Латиноамериканци
Хиспаноамериканци и Латиноамериканци (енгл. Hispanic Americans and Latino Americans) су називи који се у САД користе за становнике пореклом из земаља Латинске Америке или са Пиринејског полуострва, као и за све становнике САД који се тако изјашњавају.
Хиспаноамериканци и Латиноамериканци представљају више етничку него расну групу, а у расном погледу могу припадати различитим групама. Иако се ова два назива понекад користе као синоними, појам Хиспанци/Хиспаноамериканци има уже значење и односи се на особе пореклом из земаља шпанског говорног подручја, док се термин Латино/Латиноамериканци користи за све особе пореклом из земаља Латинске Америке (укључујући и Бразил) али искључује особе пореклом из Шпаније. Латиноамериканци је шири термин и обухвата већи број становника због тога што је број становника пореклом из Бразила вишеструко већи од броја становника пореклом из Шпаније. Употреба ова два термина је повезана и са локацијом. Становници пореклом из земаља шпанског говорног подручја који живе у источном делу САД углавном се изјашњавају као Хиспанци/Хиспаноамериканци, док се они који живе у западном делу САД углавном изјашњавају као Латиноамериканци.
Према последњим процјенама, Хиспаноамериканаца и Латиноамериканаца има око 52 милиона, што је 16,7% од укупног броја становника САД. Хиспаноамериканци и Латиноамериканци су друга највећа етничка група у САД (након „Белаца нехиспанског порекла“).
Први шпански досељеници населили су се на територији данашњег САД 1565, када је основано насеље Сент Огастин на територији Флориде. Крајем 16. века Шпанци су формирали прва насеља на територији данашњег Новог Мексика, која су касније измештена на простор данашњег града Ел Пасо. У 18. веку шпански досељеници су формирали прва насеља на територији Аризоне и Калифорније.